# Норт-Бервік
Норт-Бе́рвік (Північний Бервік, англ. North Berwick, шотл. гел. Bearaig-a-Tuath) — місто на сході Шотландії, в області Східний Лотіан.
Населення міста становить 6 430 осіб (2006; 6 223 в 2001).
Місто розташоване на південному березі затоки Ферт-оф-Форт. Норт-Бервік став модним курортом ще в XIX столітті завдяки двом своїм затокам з піщаними берегами: Східна (Мілсі) та Західна, та залишається популярним місцям відпочинку й зараз. Визначні пам'ятки включають майданчики для гольфу, зокрема відомий гольф-клуб Норт-Бервіка (North Berwick Golf Club), Замок Танталлон, та Шотландський Центр морських птахів.
В затоці розташовані острови Фідра, Лем, Крейгліт та скеля Басс-Рок, на яких існують колонії морських птахів — буревісників, бакланів та інших. Колонія на скелі Басс-Рок досить велика, й здалеку здається абсолютно білою від птахів, що сидять на ній.